# Sleight of Hand
Sleight of Hand è il decimo album in studio della cantautrice britannica Joan Armatrading, pubblicato nel 1986.

## Tracce
Side 1
1. Kind Words (And a Real Good Heart) – 3:46
2. Killing Time – 3:54
3. Reach Out – 4:15
4. Angel Man – 3:41
5. Laurel and the Rose – 3:46

Side 2
1. One More Chance – 5:14
2. Russian Roulette – 4:33
3. Jesse – 3:26
4. Figure of Speech – 3:25
5. Don Juan – 5:14